# سيسيليا أوستبيرغ
سيسيليا أوستبيرغ (بالسويدية: Cecilia Östberg)‏ هي لاعبة هوكي الجليد سويدية، ولدت في 15 يناير 1991 في Insjön ‏ في السويد.

## وصلات خارجية
- سيسيليا أوستبيرغ على موقع EliteProspects.com (الإنجليزية)
- سيسيليا أوستبيرغ على موقع Eurohockey.com (الإنجليزية)
- سيسيليا أوستبيرغ على موقع أوليمبيديا (الإنجليزية)
- سيسيليا أوستبيرغ على موقع اللجنة الأولمبية السويدية (السويدية)